# Gottfried von Aerschot
Gottfried von Brabant († 11. Juli 1302 bei Kortrijk in der Sporenschlacht) war Herr von Aarschot von 1284 bis 1302 und Herr von Vierzon von 1277 bis 1302. Er war der Sohn von Herzog Heinrich III. von Brabant und Adelheid von Burgund.
Er war ein genau so fähiger Soldat und Politiker wie sein Bruder, Herzog Johann I. von Brabant, dem er in den meisten seiner Unternehmungen zur Seite stand. Am 29. Oktober 1284 bekam er von ihm die Herrschaft Aerschot. 1288 kämpfte Gottfried von Aerschot in der Schlacht von Worringen, in der er es war, der den Herzog Rainald I. von Geldern gefangen nahm.
1292 griff er in den Streit zwischen dem König von Frankreich und dem Grafen von Flandern ein, wobei es ihm gelang, den Frieden zu vermitteln. Nach dem Tod seines Bruders 1294 half er seinem Neffen Johann II., mit den Aufständen im Land fertigzuwerden.
Als 1302 Flandern gegen den französischen König Philipp den Schönen rebellierte, schlossen sich Heinrich II. und Gottfried dem flämischen Heer im Kampf gegen Frankreich an. Obwohl die Sporenschlacht bei Kortrijk ein Sieg der Flamen wurde, fielen Gottfried und sein Sohn Johann in den Kämpfen. Sein Besitz wurde unter seinen vier Töchtern geteilt.

## Nachkommen
Er hatte 1277 Jeanne Isabeau († av. 1296), dame de Vierzon, geheiratet, Tochter von Hervé IV., Herr von Vierzon, und Jeanne de Brenne; ihre Kinder waren:
- Johann (1281 † 1302)
- Maria († 1330), ⚭ I Walram († 1297), Graf von Jülich, ⚭ II Robert de Beaumont, seigneur de Povance
- Elisabeth († 1350), ⚭ 1304 Gerhard V. († 1328), Graf von Jülich
- Alix († 1315), ⚭ 1302 Jean III. († 1329), Herr von Harcourt
- Blanche († 1329), ⚭ I Jan Berthout († 1304), Herr von Mechelen, ⚭ II 1307 Jean († 1332), Vizegraf von Thouars (Haus Thouars)
- Margarete, Nonne in der Abtei Longchamp bei Paris, † nach 1318
- Johanna, Nonne in Longchamp, † nach 1318